# Coleophora setipalpella
Coleophora setipalpella é uma espécie de mariposa do gênero Coleophora pertencente à família Coleophoridae.